# 南海12000系電車
南海12000系電車（なんかい12000けいでんしゃ）は、南海電気鉄道の特急形電車である。
本項では、基本設計が共通する泉北高速鉄道12000系電車についても記述する。なお、2025年（令和7年）4月1日の南海電気鉄道と泉北高速鉄道との吸収合併に伴い、同車は南海12000系電車に編入されている。

## 概要
2011年（平成23年）、特急「サザン」座席指定車の次世代車両として、また10000系の後継として、4両編成×2本の計8両が製造された。愛称は「サザン・プレミアム」。同年9月1日より営業運転を開始した。
2017年（平成29年）には、特急「泉北ライナー」専用車両としてマイナーチェンジを行った20番台1編成が泉北高速鉄道に導入された。

## 車両概説

### 車体

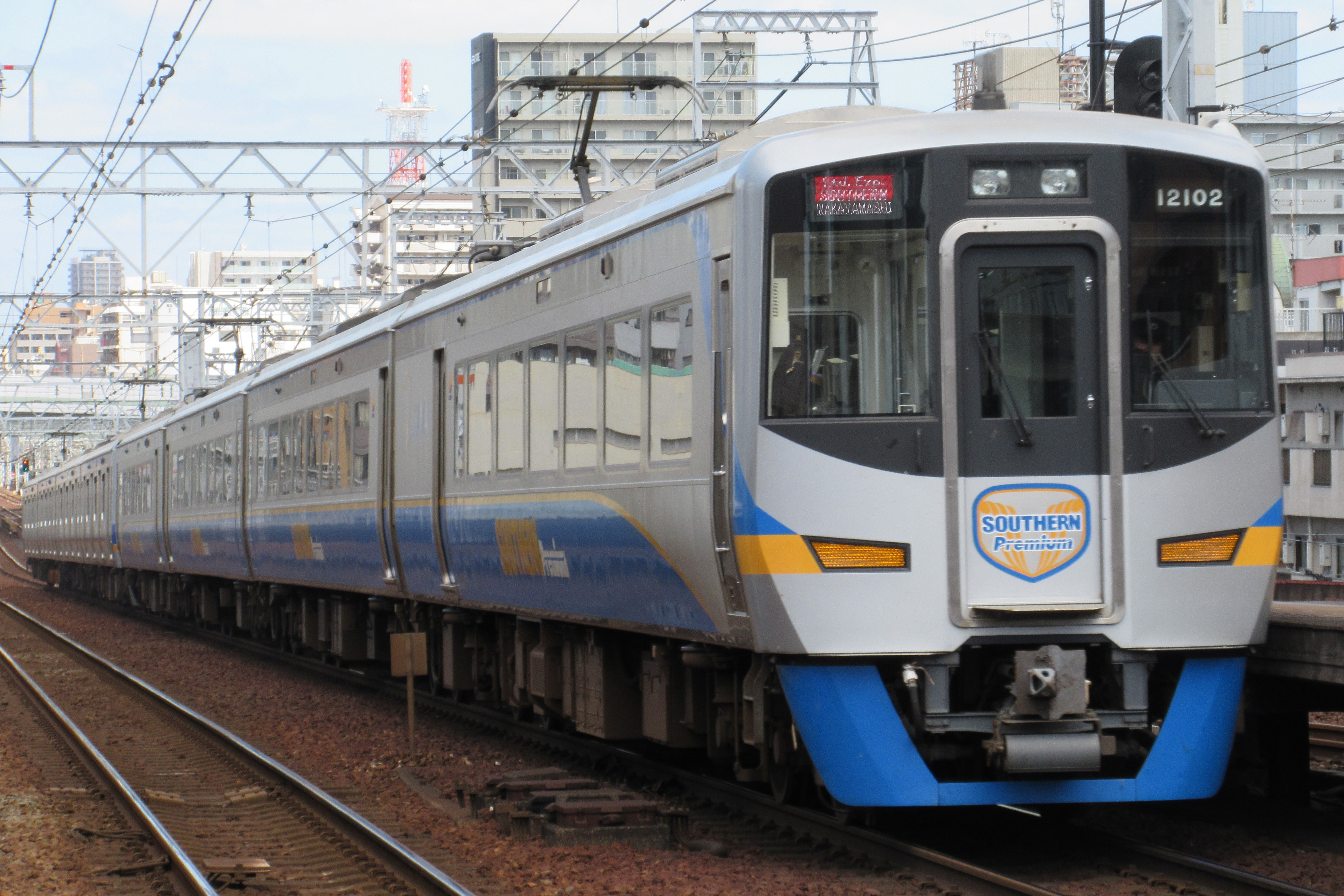
前照灯がシールドビーム時代の12000系
（2015年8月23日 新今宮駅）

20 m級軽量ステンレス無塗装車体で、「サザン」の自由席車として併結する8000系をベースに設計されている。
「サウスウェイブ」をデザインコンセプトとし、車両先頭部から側面上部へつながるブルーのラインと、車体側面下部の丸みを帯びたブルーとオレンジのラインは、大阪湾、和歌山へ押し寄せる人と車両の「波」、全国から大阪ミナミへ押し寄せる人の「波」をイメージしている。
先頭部は造形・加工の容易なFRP製で、併結を前提とした貫通構造である。和歌山市方先頭車の貫通扉には愛称ロゴのプレートを取り付けている。車号標記はデザインを考慮して、運転台上部の窓内側に収めたため、前面の列車種別・行先表示器はフルカラーLED式1台とし、列車種別と行先を2段表示として、日英表記を3秒ごとに切り替える構成となった。
前照灯および尾灯一体型標識灯は8000系に準じた配置であるが、後者の開口部は2色のラインと連続性を持たせた吊り目状のものとなり、従来車よりも大型化されている。内部にはLED灯を等間隔に敷き詰め、反射面に拡散板を取り付けることで高密度・高照度な点灯を実現し、前面の表情を引き締めている。なお、前照灯は当初シールドビームであったが、2016年（平成28年）にはLEDに交換されている。
側面は窓周りを黒色にして連続窓風とし、腰板中央には愛称ロゴを配置している。1号車（和歌山市方先頭車）の後部にはNANKAIロゴと、南海本線・空港線を表現したイラストが入れられている。出入口は各車両1か所、有効開口幅は約900 mmで、メンテナンス性を考慮して片引き戸が採用された。なお、中間車は将来の3両化を想定して出入口増設が考慮されており、その開口部を「ふさぎ鋼体」により封鎖している。側面の列車種別・行先表示器は8000系と同型の横長のものである。

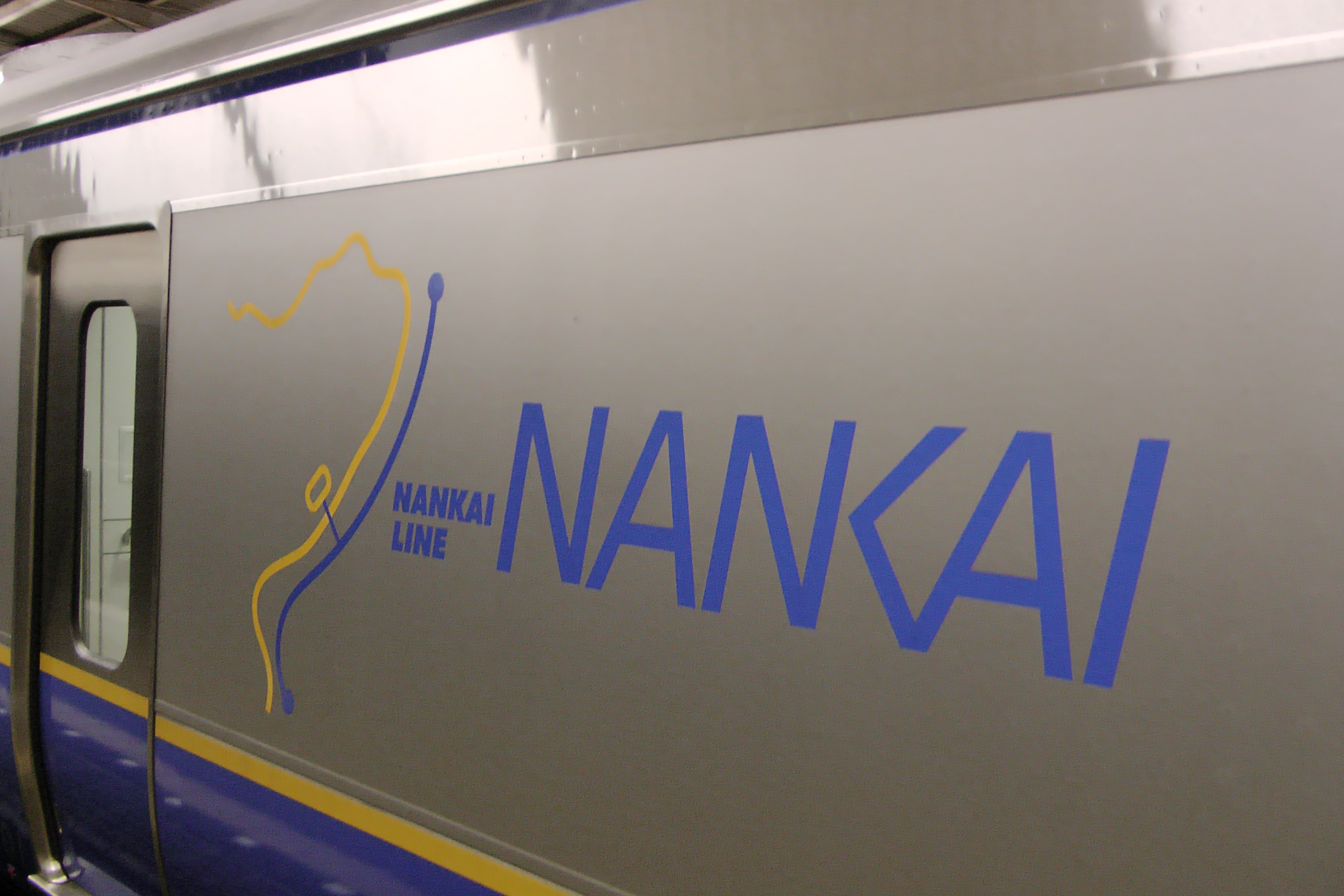
1号車側面のロゴ・イラスト
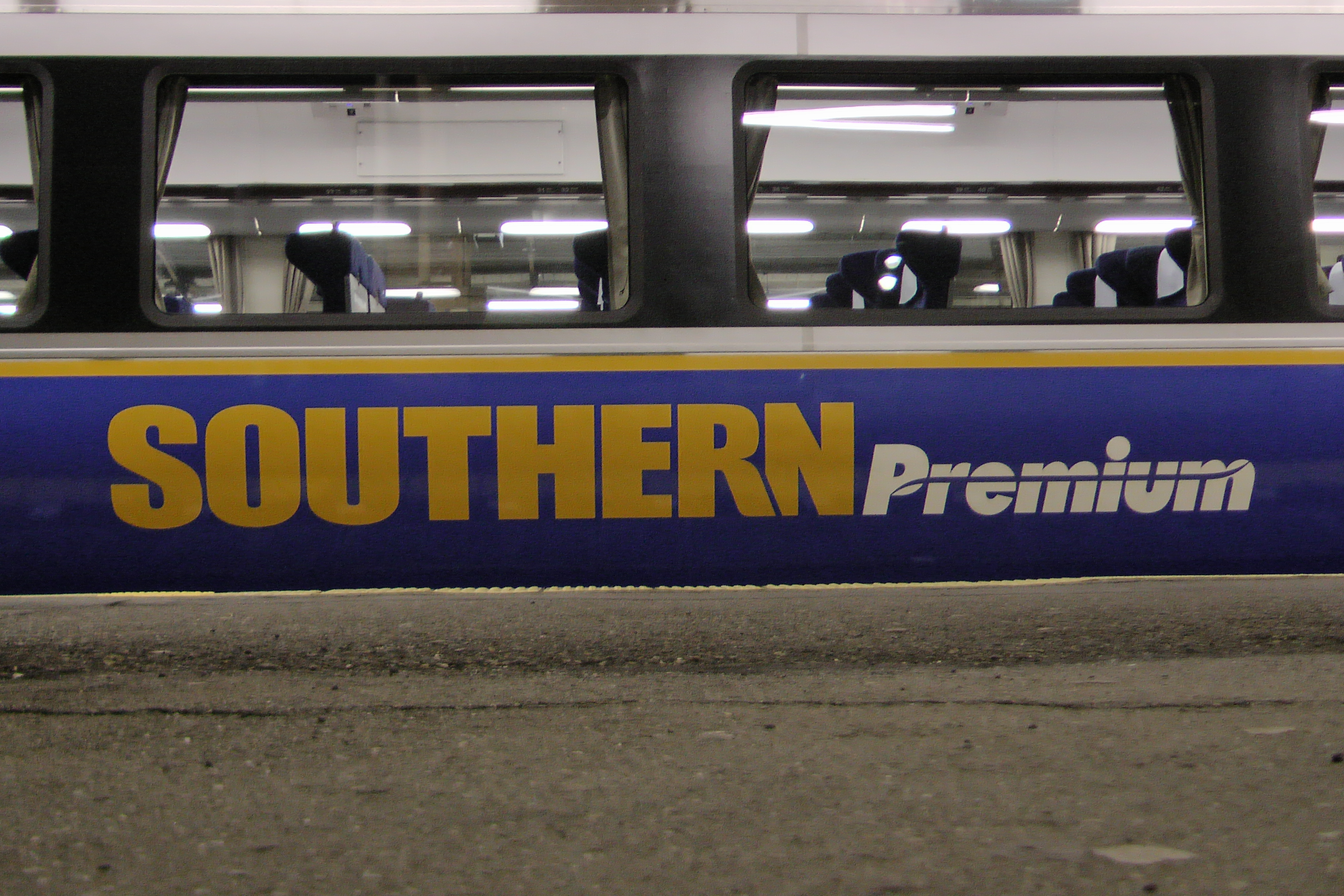
愛称ロゴ

### 車内設備
「あなたの指定席」「ひとクラスうえの移動空間」をコンセプトに、日常的な移動シーンの中で快適性にグレード感を持たせることを目指している。個々の移動目的や利用客にマッチした新しい機能や設備を揃えることで、誰にでも心地良い「プレミアム」な車両となるよう設計されている。
客室の照明は従来車に準じたスリット入り半間接照明と読書灯の組み合わせで、天井には大手私鉄で初となるプラズマクラスターイオン発生機を搭載する。側窓は防音性と保温性に有利な複層ガラス、床材にはバリアフリーと従来車レベルの遮音性能を両立するエルテックスを採用している。
座席は2+2列の回転式リクライニングシートで、フットレストとセンターアームレストを備え、シートピッチは1,010 mmである。モケットは大阪湾の波をイメージした模様入りのブルーで、座席幅は460 mmに拡大されている。ヘッドレストは、リクライニング時の快適性とプライバシーを考慮して、左右の張り出しが大きく、頭部を包み込むような形状を採用した。また、ノートパソコンを使用するビジネスユーザーを意識して、座席背面に大型テーブル、足元にAC電源のコンセントを完備した。
デッキへの扉は表面を木目調とした引き戸で、仕切り壁上部にはLED式車内案内表示器を設けている。デッキには迷惑行為防止のため、新たに防犯カメラを設置している。
トイレ・洗面所は1号車のデッキ付近に配置され、車椅子対応大型トイレ、男性用小便器、女性専用トイレの3区画を設けている。男性用は当初、南海の一部の駅や南海フェリーで当時採用されていた無水トイレで、尿より比重の軽い特殊な液体がフタの役目をして臭いを軽減する仕組みであったが、後述の「泉北ライナー」用車両の登場後に、一般的なセンサー式水洗トイレに交換されている。
4号車（難波方先頭車）のデッキ部には多目的室を新設している。内部には座席のほか、非常通報装置・鏡・チェンジングボードが備わっている。通常は施錠されているため無断での使用はできないが、着替えや授乳・おむつ交換などが必要な場合は、乗務員への申し出により使用できる。また、同区画には飲料自動販売機が設置されている。
このほか、特急「サザン」初の自動放送装置を搭載しており、英語放送にも対応する。
なお2014年（平成26年）以降、天井照明と読書灯を昼白色LED照明に交換し、サービスレベルの向上が図られている。

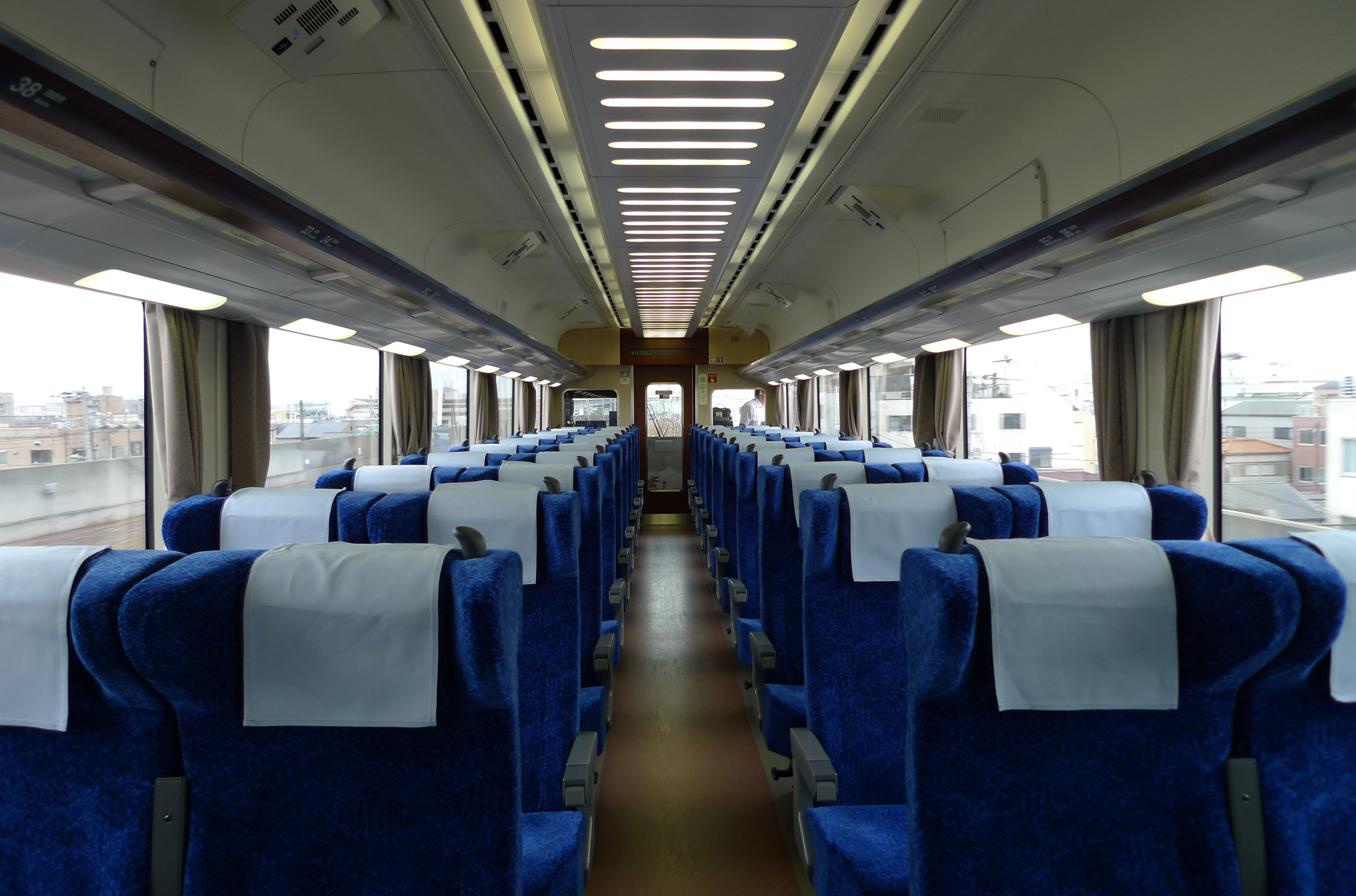
木目をアクセントとした車内
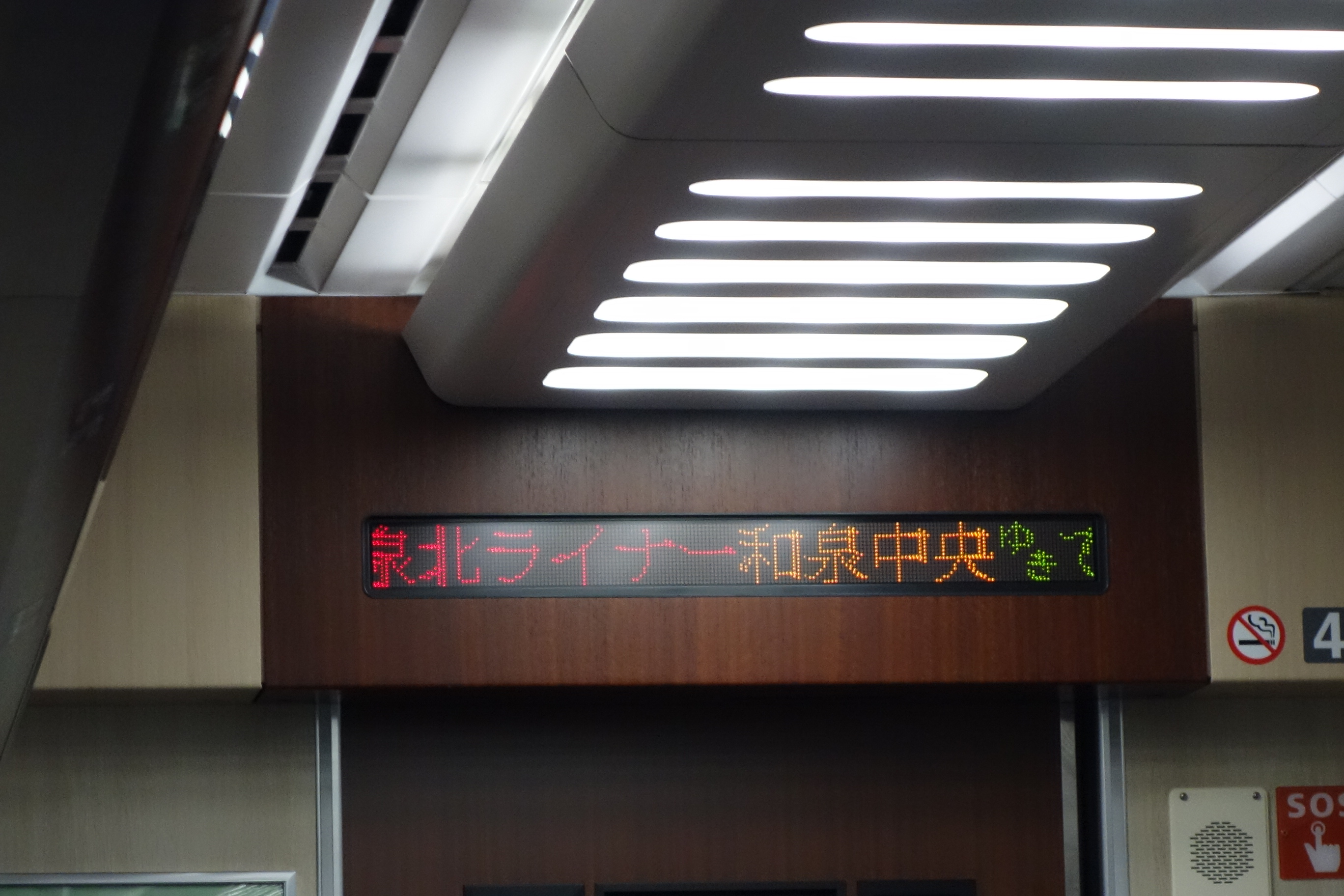
LED式車内案内表示器
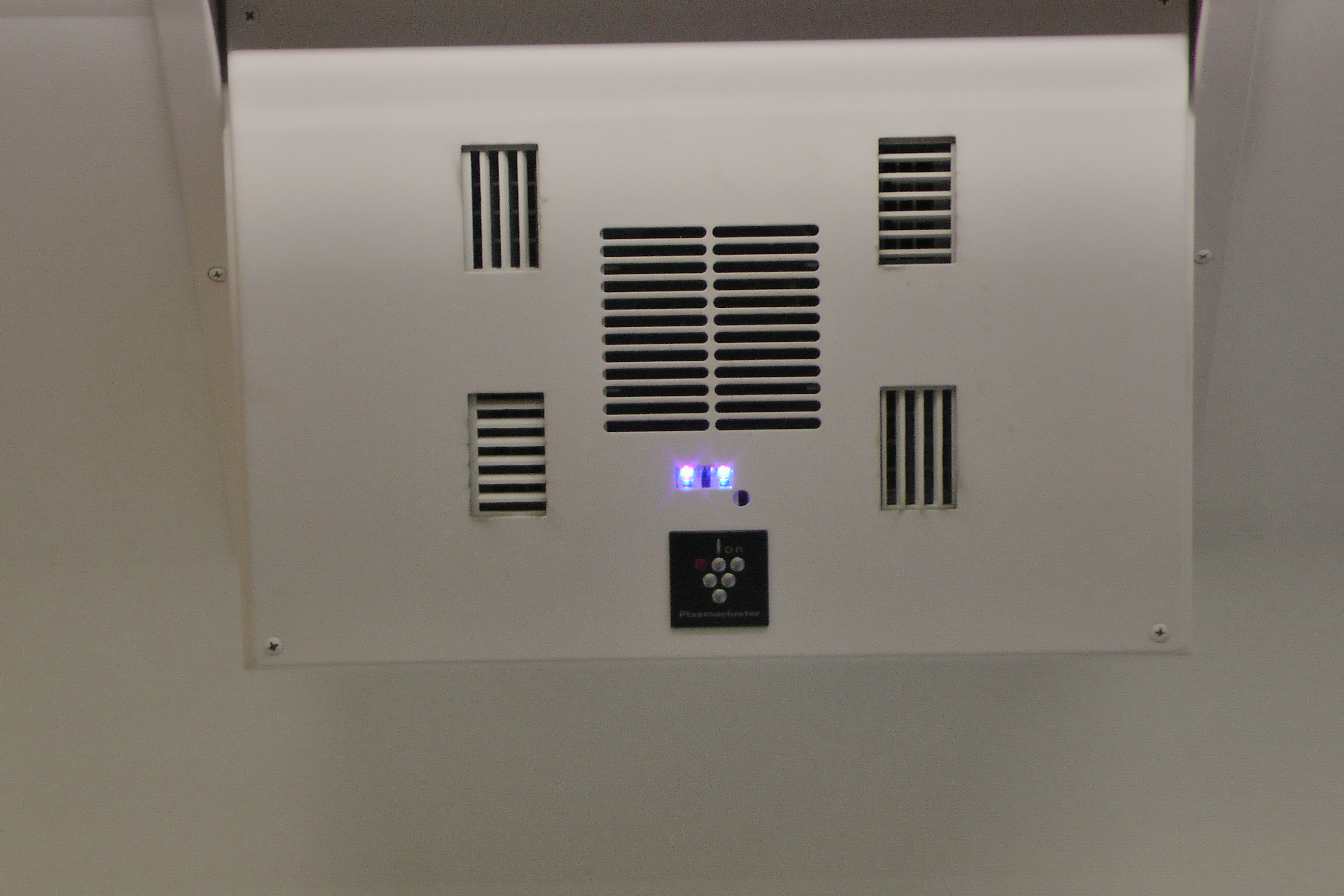
プラズマクラスター発生機
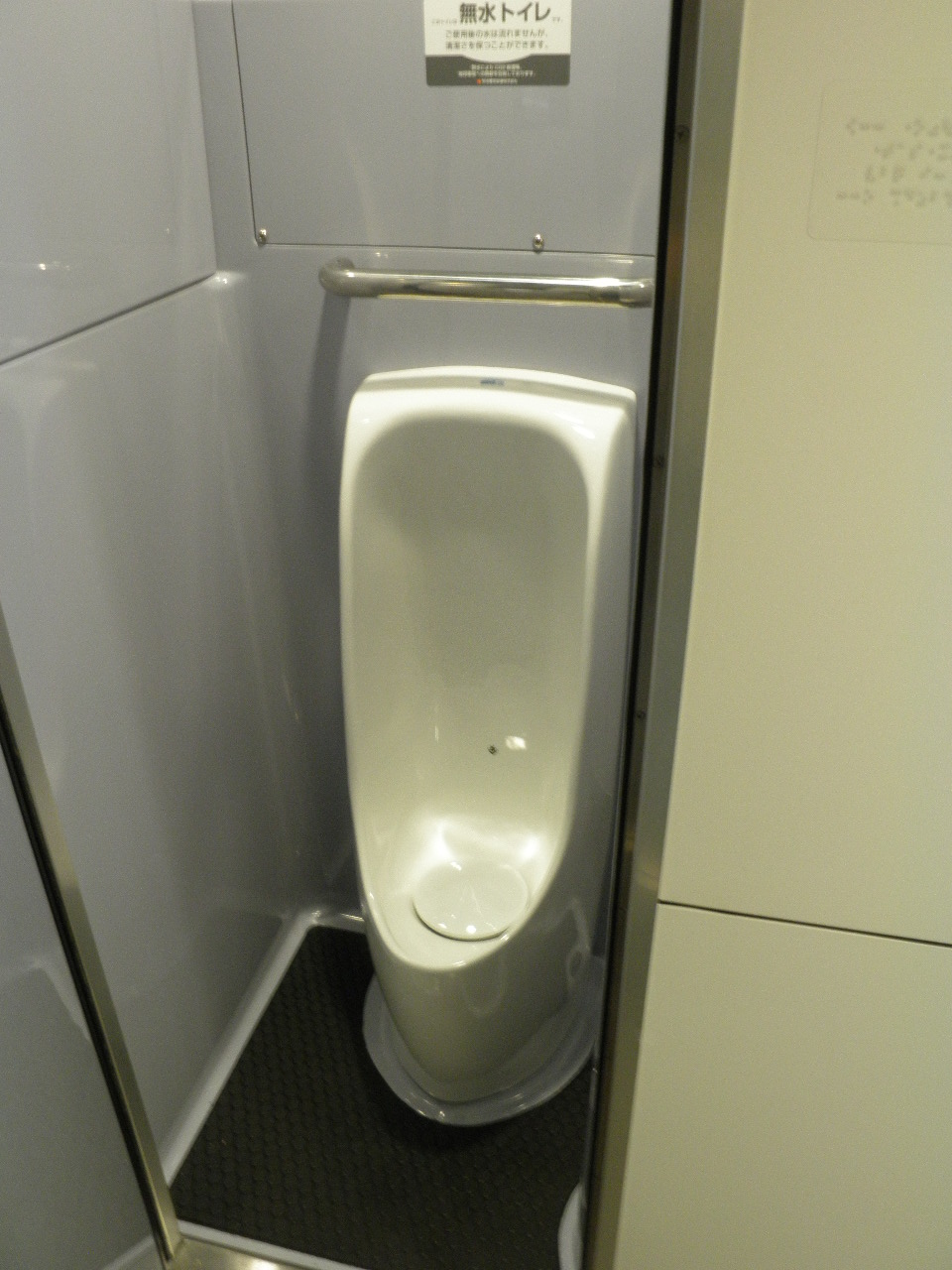
男性用トイレ（無水トイレ）

### 主要機器
基本設計は8000系を踏襲し、ほぼ同型の機器を搭載する。これにより便所関連機器を擁するMc2車（モハ12101形）以外の3両で機器配置が8000系と同一となり、設計コストが削減されている。
主回路システムはIGBT素子によるVVVFインバータ制御装置 VFI-HR-1420V形 、主電動機はかご形三相誘導電動機の MB-5091-A2形（定格出力180 kW）である。また、車内照明や空調装置の電源用として、2レベルIGBT静止形インバータの SVH75-4045C形 をMc1車（モハ12001形）とT2車（サハ12851形）に搭載する。
集電装置はシングルアーム式パンタグラフの PT-7144-B形 、台車は住友金属工業製のモノリンク式ボルスタレス台車 SS-177M形（電動台車）・SS-177T形（付随台車）、空気圧縮機はスクロール式で、いずれも8000系との共通品である。なお、Mc1車のパンタグラフ搭載位置は、8000系の前頭部寄りから下り方車端部寄りに変更されている。また、8000系では両先頭台車に増粘着剤噴射装置を設置していたが、本系列では自由席車との併結を前提にMc1車への搭載が省略されている。
空調装置も8000系と同一品であるが、空調制御器は設定温度を1両ごとに変更可能な仕様とし、座席指定車添乗の乗務員により0.1℃単位でのきめ細かな温度設定が行われる。

## 運用
2011年（平成23年）2月に横浜市の東急車輛製造で落成し、和歌山市駅までJR線を甲種輸送され南海に入線した。その後3月末から南海本線・高野線で試運転が行われた。
同年7月4日には女性と子供を対象にした試乗会が行われたほか、8月20日にはシャープとの共同で、プラズマクラスター技術の広報を目的とした親子向け試乗会が開催された。
9月1日から、南海本線・和歌山港線の難波駅 - 和歌山市駅・和歌山港駅間で運行されている特急「サザン」の座席指定車として営業運転を開始し、自由席車4両（8000系・9000系・8300系）を併結して運用されている。
上記以外の試乗会では、小原田検車区（高野線の御幸辻駅 - 橋本駅間）や多奈川線に入線した。また鉄道の日記念イベント「南海電車まつり」の開催日には、千代田工場への臨時列車に使用されているほか、2014年（平成26年）10月11日には光明池車庫で行われたイベントに合わせ、難波駅 - 光明池車庫間を臨時列車として走行し泉北高速線に初入線した。
2024年（令和6年）1月現在、平日ダイヤでは10000系との共通運用、土休日ダイヤでは1日12便体制で本系指定の運用に入っている。ただし高野線特急用車両や特急「泉北ライナー」用車両が検査のため運用を離脱する際は、本系が「泉北ライナー」用として貸し出される場合がある。
2023年（令和5年）1月9日夜から約1ヶ月間は、特急「りんかん」の一部列車を12001Fが代走した。30000系が前年の脱線事故で未復帰の中、31000系が定期検査により離脱したためで、種別表示が「りんかん」に対応しておらず「特急」を表示して運転された。

## 泉北高速鉄道12000系電車

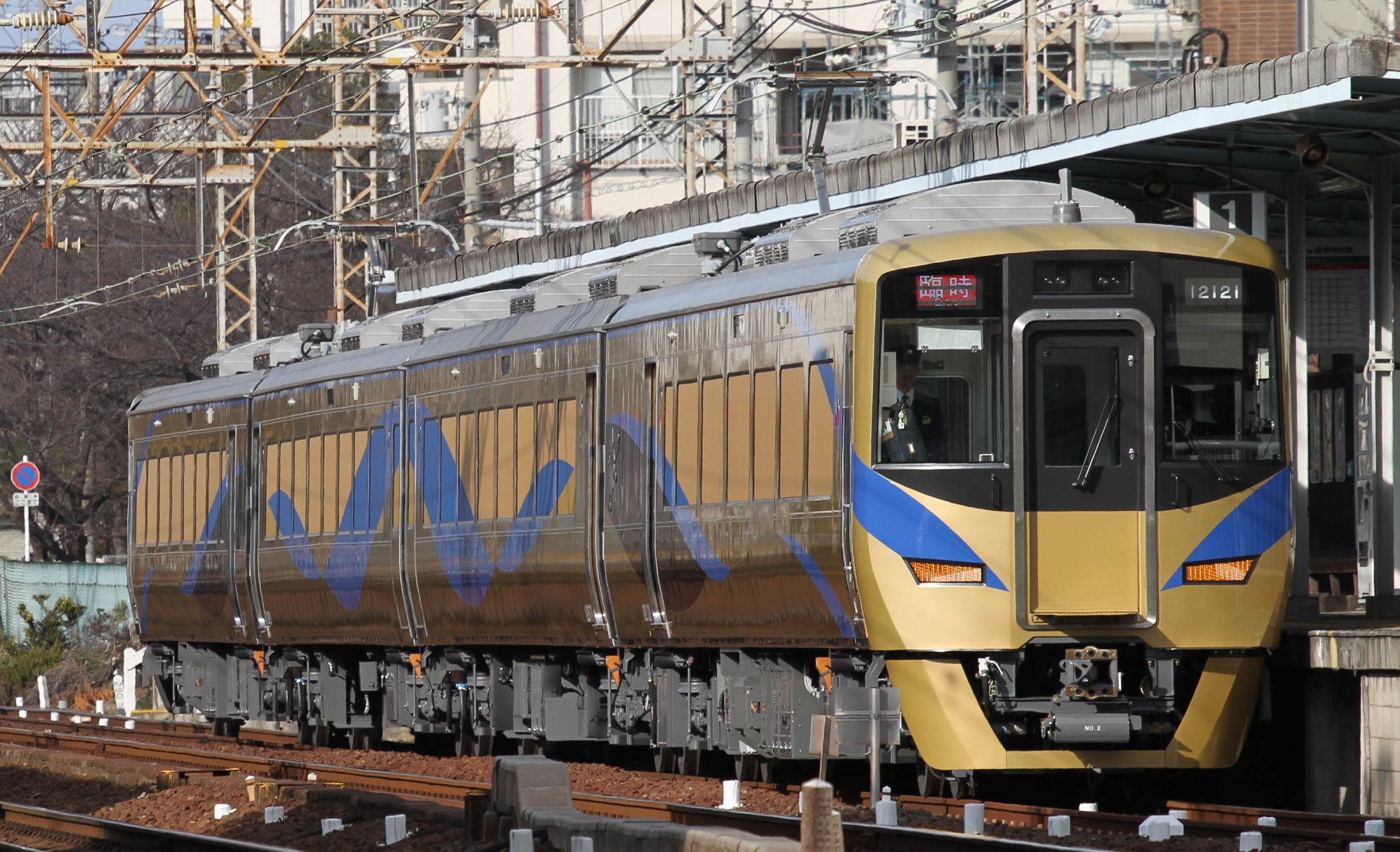
泉北高速鉄道12000系
（旧デザイン）

南海高野線難波駅 - 泉北高速鉄道和泉中央駅間を結ぶ、特急「泉北ライナー」用に導入された車両である。南海グループ参入後初の新型車両で、南海12000系のマイナーチェンジ車として20番台に区分された。2017年（平成29年）1月27日より営業運転を開始している。
南海12000系を基本とした設計としながら、内外装デザインを大きく変更している。

### 車両概説

#### 車体

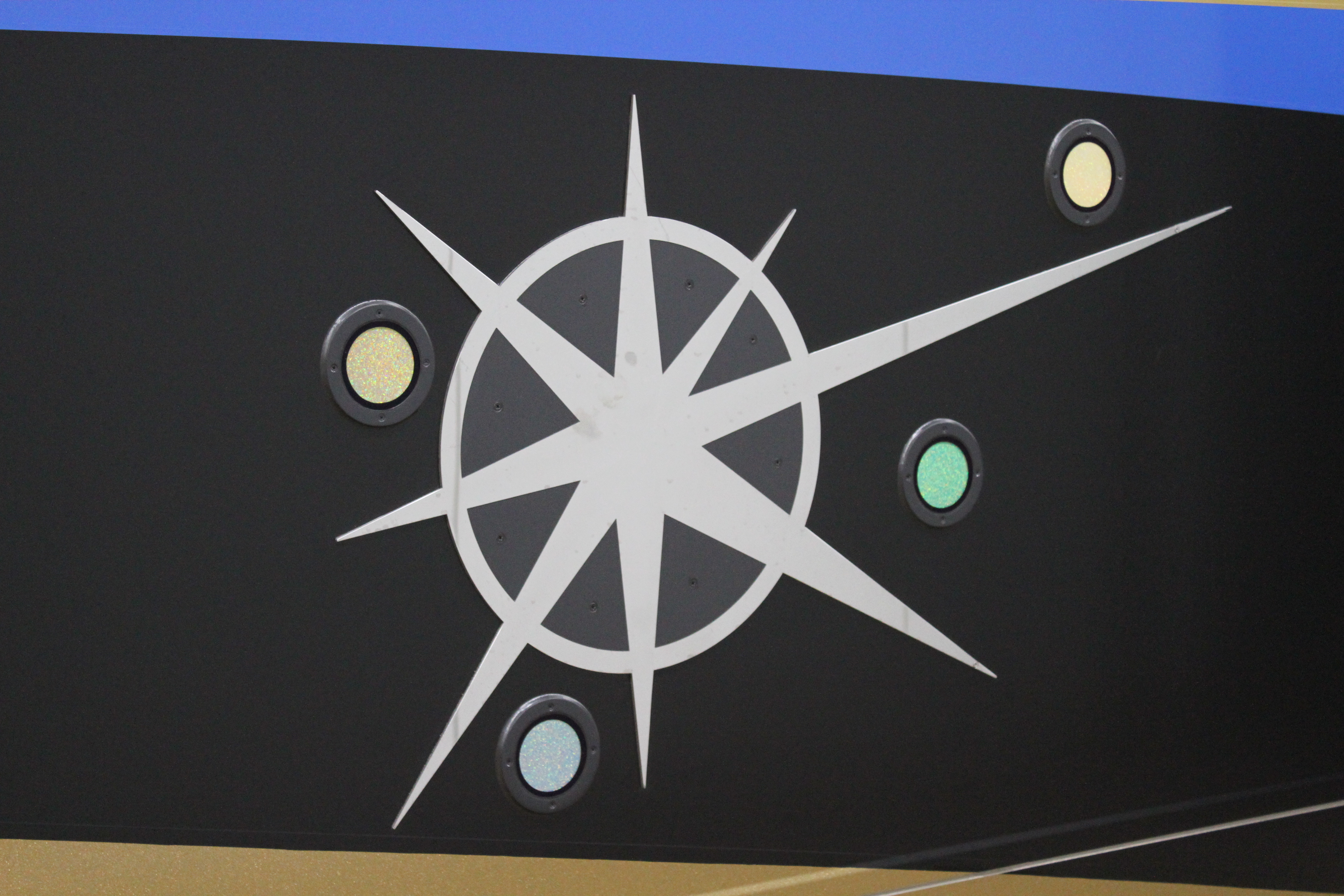
シンボルマーク

車体外観は金色■をベースに、青色■と黒色■のラインを配した煌びやかなデザインとされた。金色は、アメリカのゴールドラッシュに人が殺到したように、「泉北地域へ人が集まるように」という願いから採用されたものである。また、2色のラインに連続性を持たせるため、側窓にもラッピングフィルムが貼り付けられた。前照灯は当初よりLEDを採用している。
和泉中央方先頭車12121の車体側面には、「新しさ」を表現する星マークと、その周りに4色の小さな丸ドットを配したシンボルマークを取り付けている。丸ドットはそれぞれ泉北ニュータウンの地域（泉ヶ丘・栂・光明池・トリヴェール和泉）を表しており、京セラの京都オパールが使用されている。

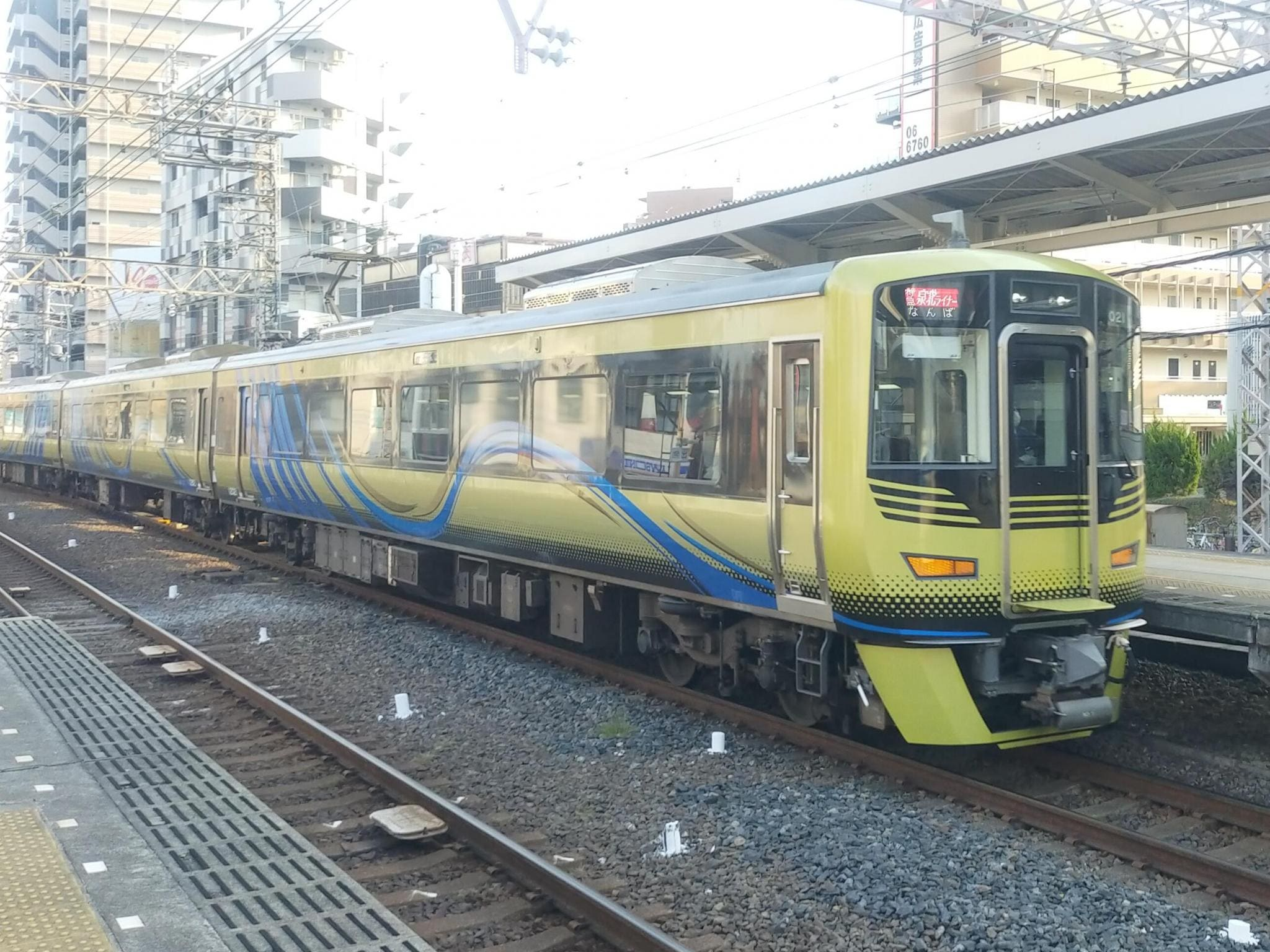
新デザイン
（2025年2月15日 中百舌鳥駅）

2024年（令和6年）5月30日から、新しいデザインの外観に変更されている。引き続き金色をベースとしているが、前面と側面の窓周りは黒でシックな印象を与えつつ、側面には青と金色の流れるような曲線をダイナミックに配置し、特急列車の疾走感を表現したものとなった。

#### 車内設備
内装は「非日常」を演出するため、デッキ・洗面所・トイレの壁面を金色としている。またデッキにはダウンライトを増設することで、光に吸い込まれるような空間に仕上げている。
客室は、明暗2色の木目調を組み合わせたもので、側窓に貼られたフィルムとともに、落ち着きと安らぎのある雰囲気にまとめている。座席のモケットとカーテンには、シンボルマークの4色を1両ごとに異なるように配色し、乗車するたびに違った雰囲気を楽しめるようにしている。
このほか、車内案内表示器には4カ国語対応のLCD、客室灯にはLED照明、男子用小便器には清水式を採用し、いずれも南海12000系から変更を加えている。なお、プラズマクラスターイオン発生機は南海12000系から引き続き装備している。

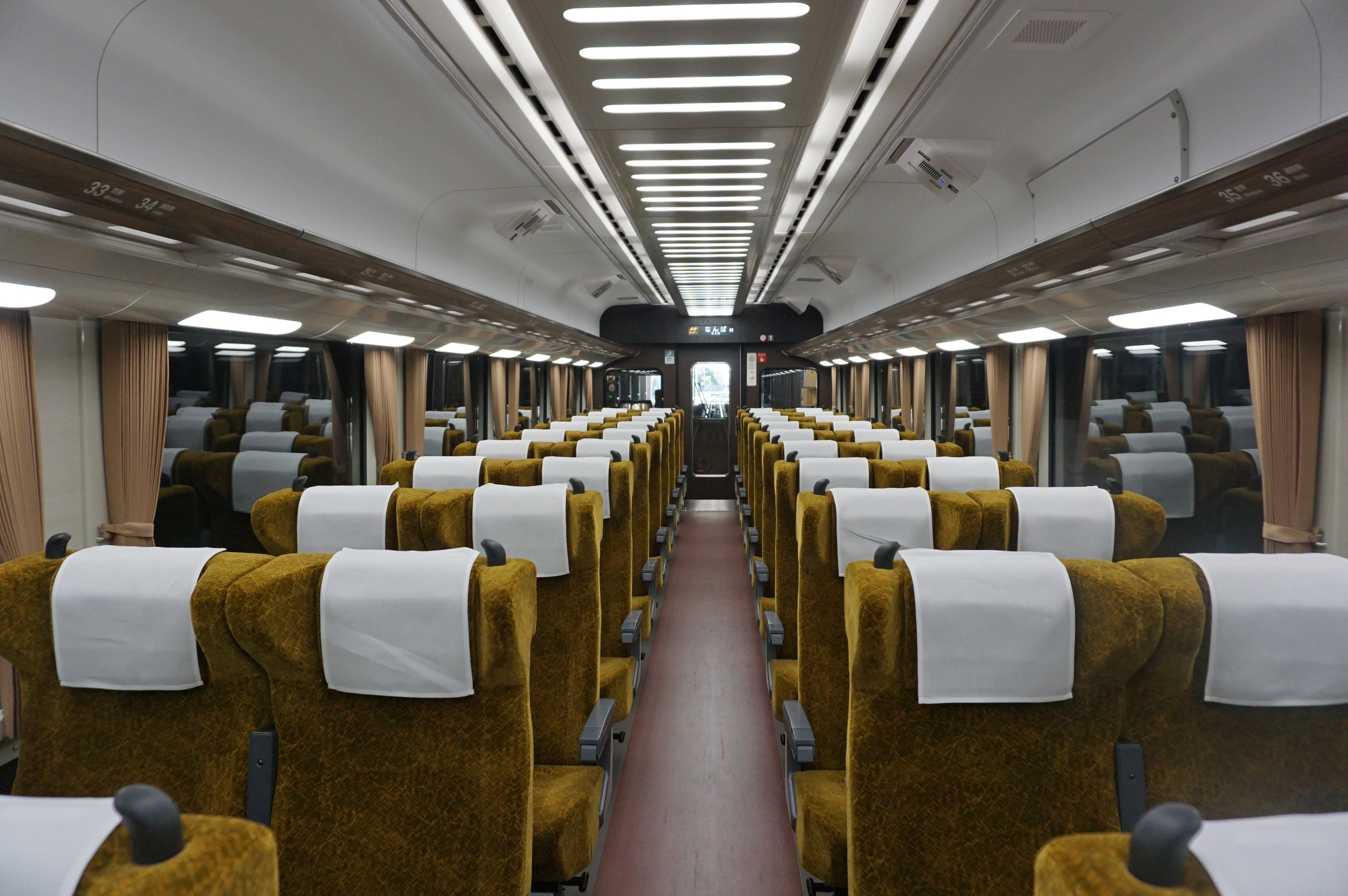
1号車の車内（黄色）
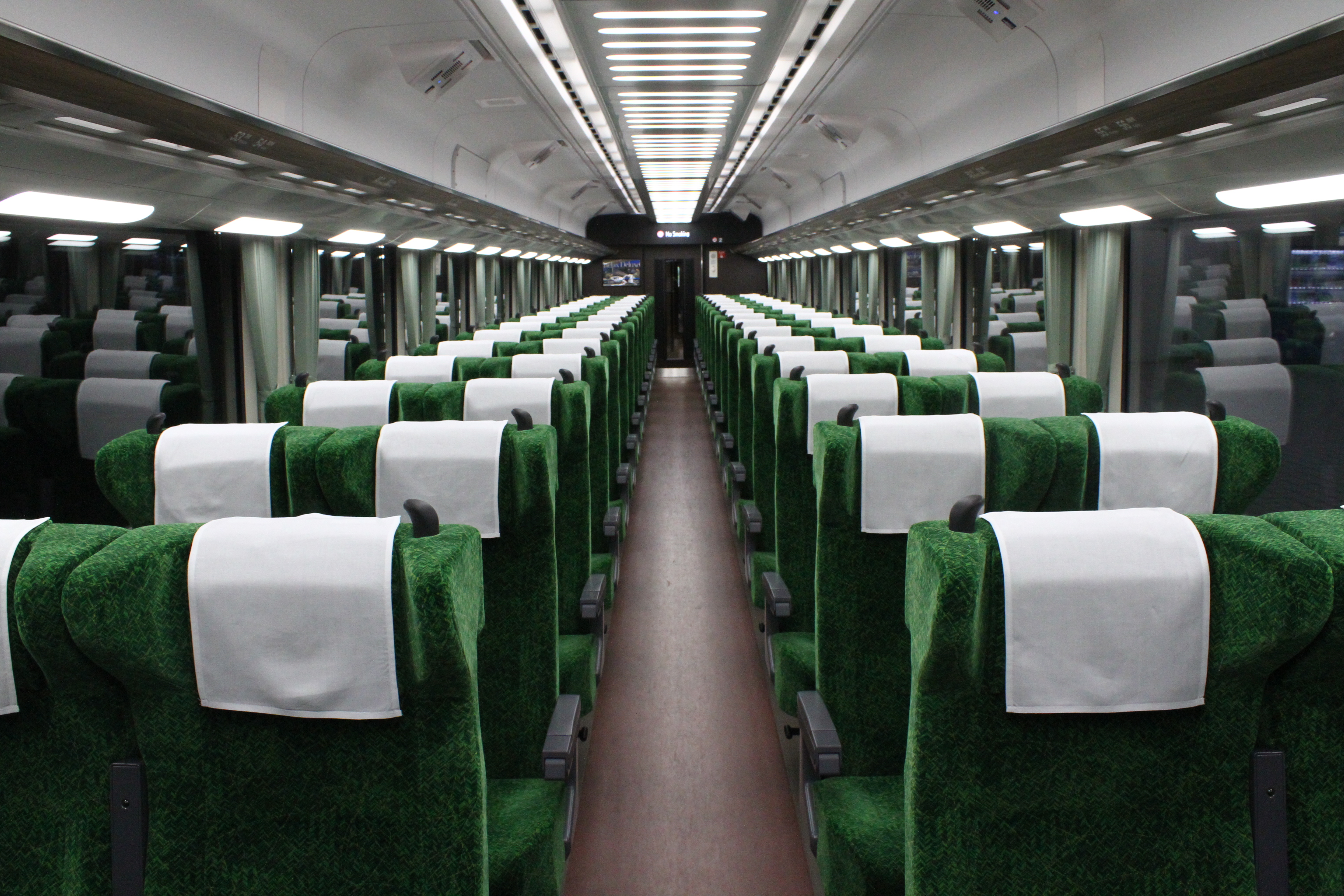
2号車の車内（緑色）
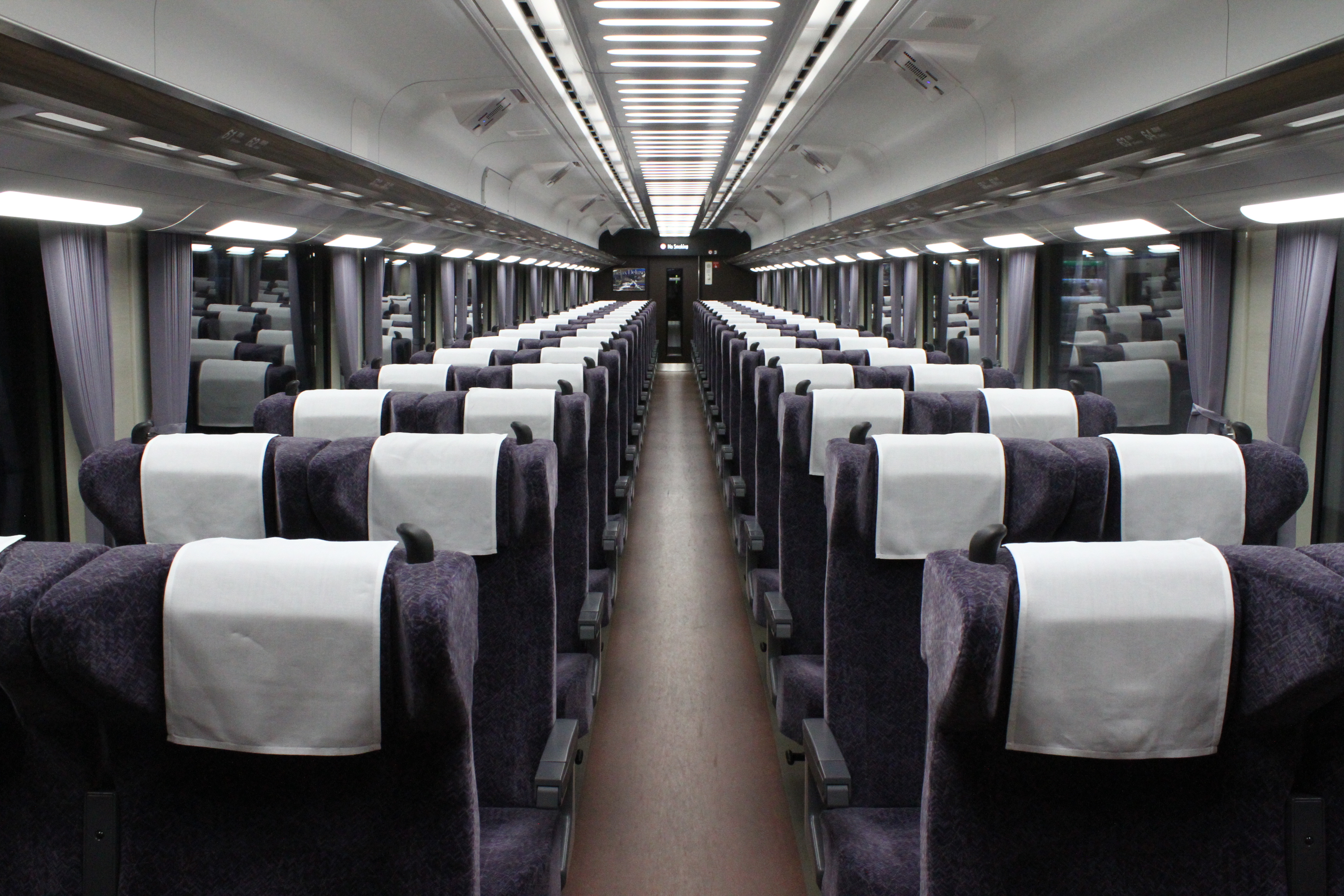
3号車の車内（紫色）
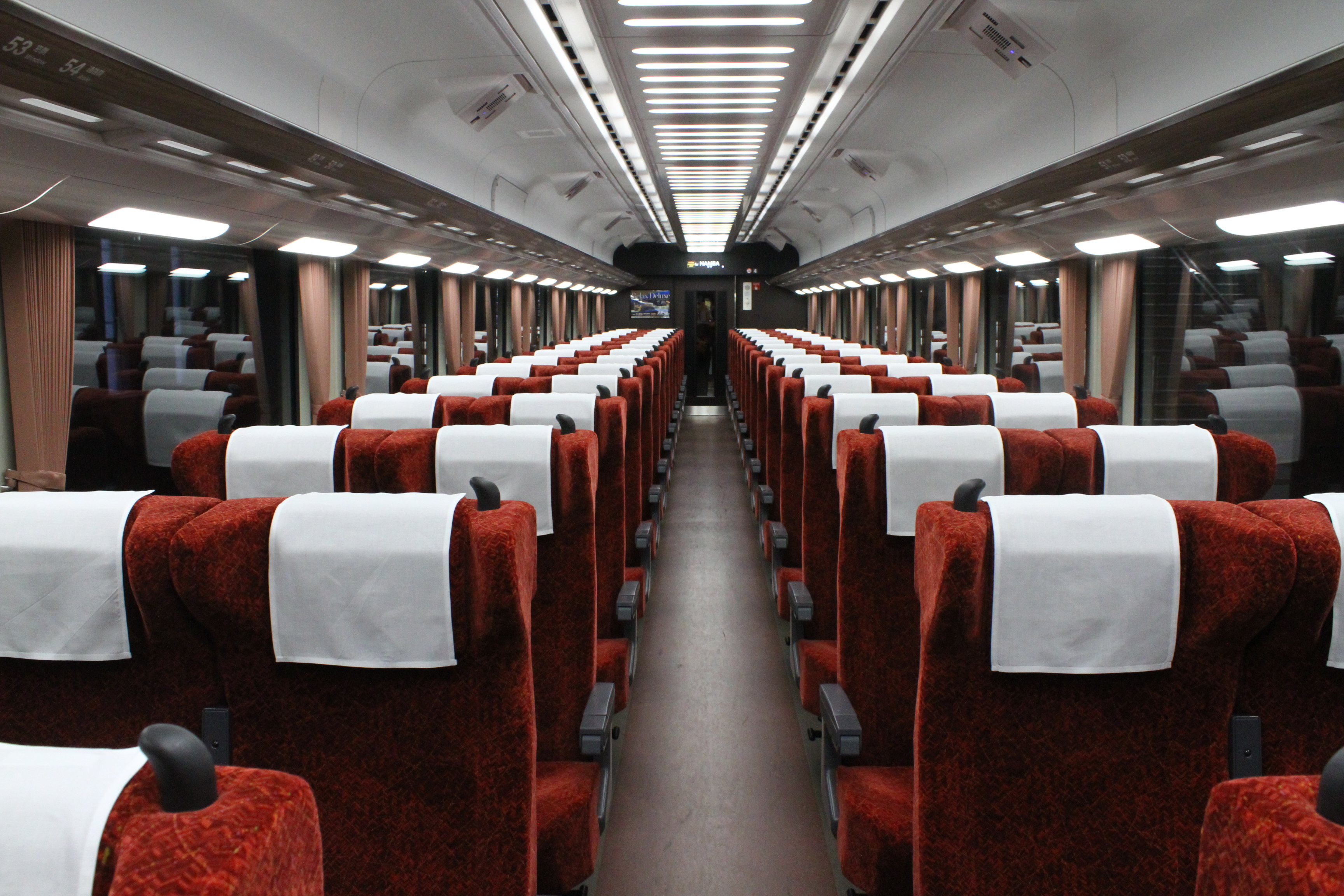
4号車の車内（赤色）
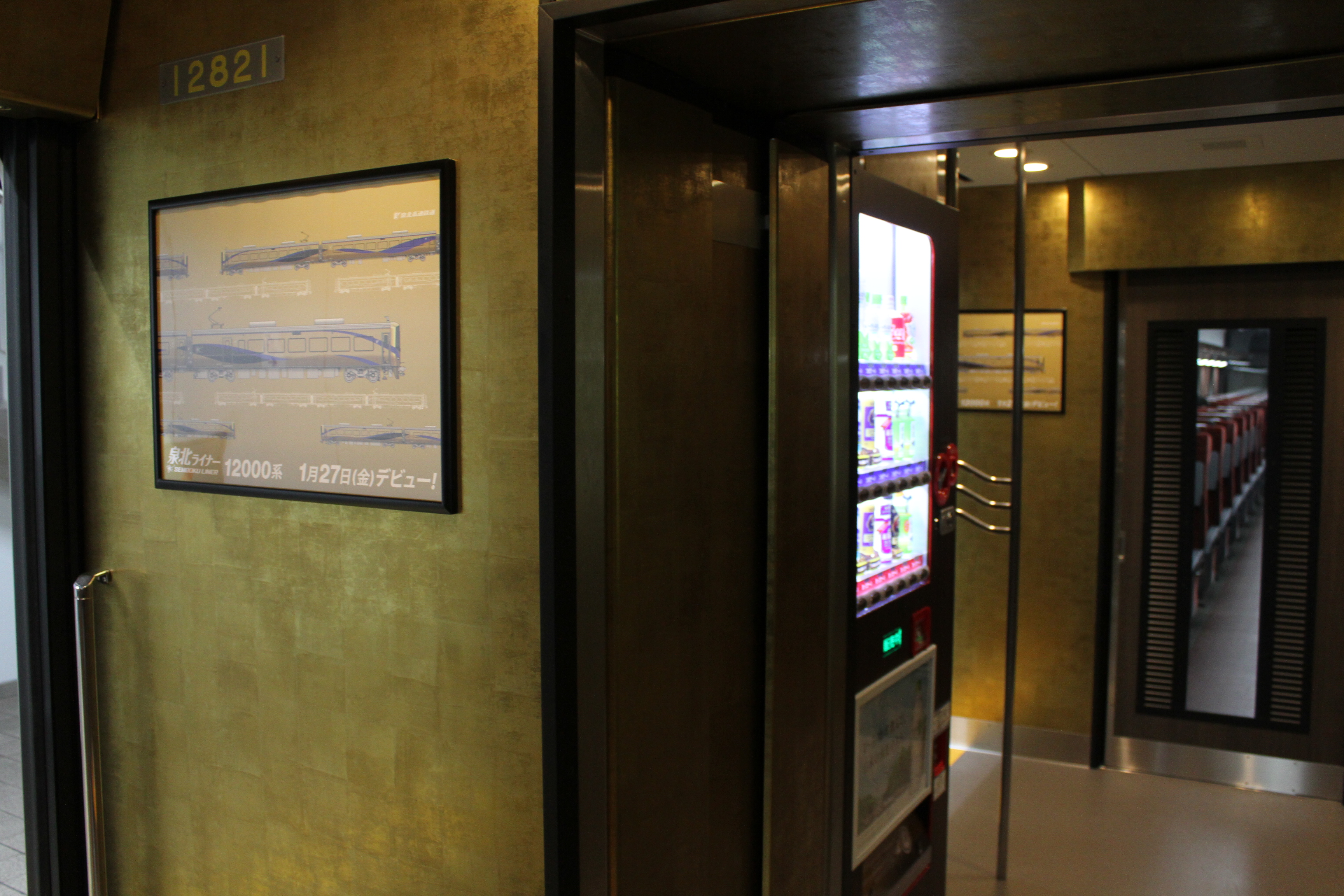
デッキ
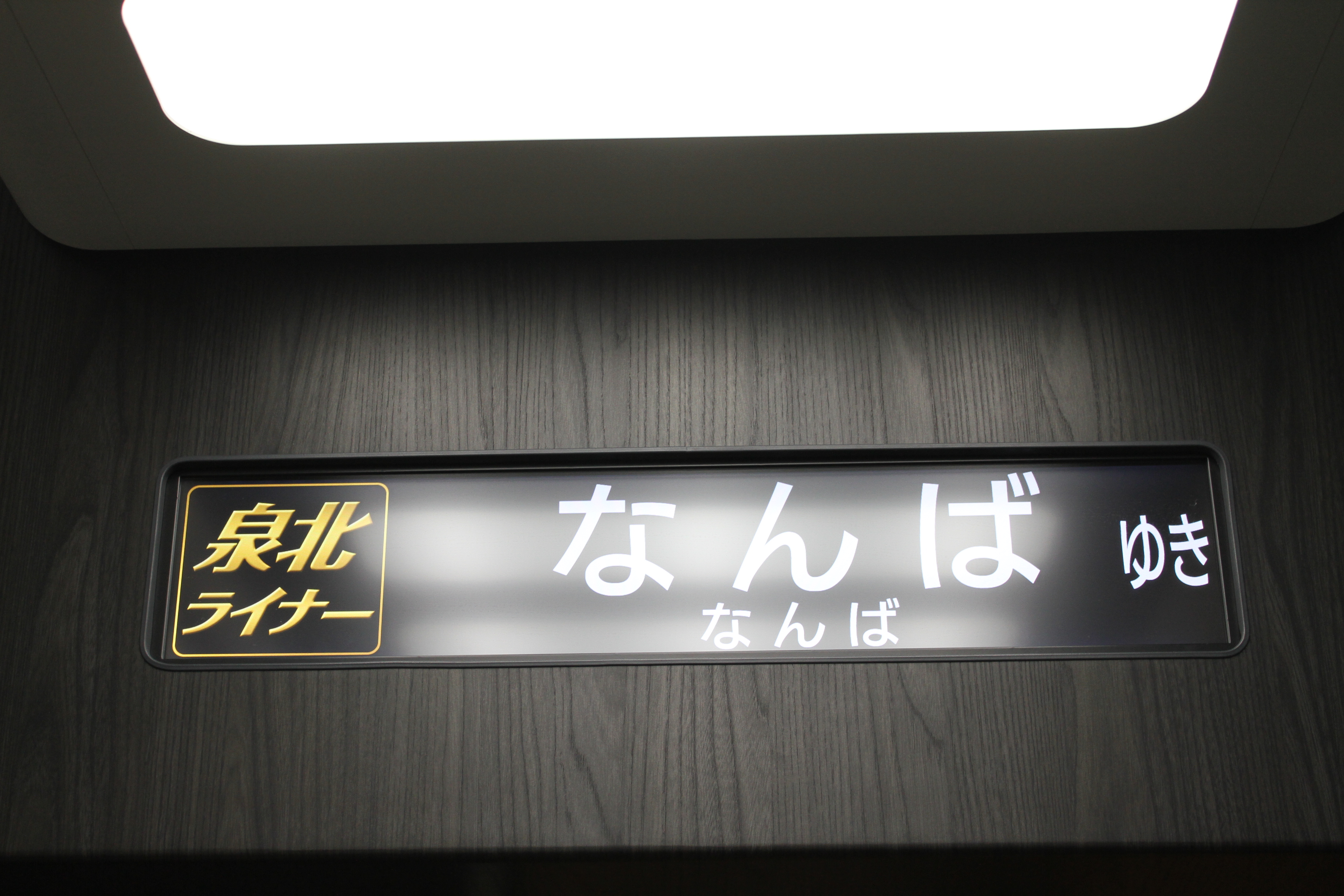
LCD式車内案内表示器

#### 主要機器
機器類は南海12000系とほぼ同型のもので、配置も同一である。ただし増粘着剤噴射装置は南海12000系と異なり、両先頭台車に装備する。

### 運用

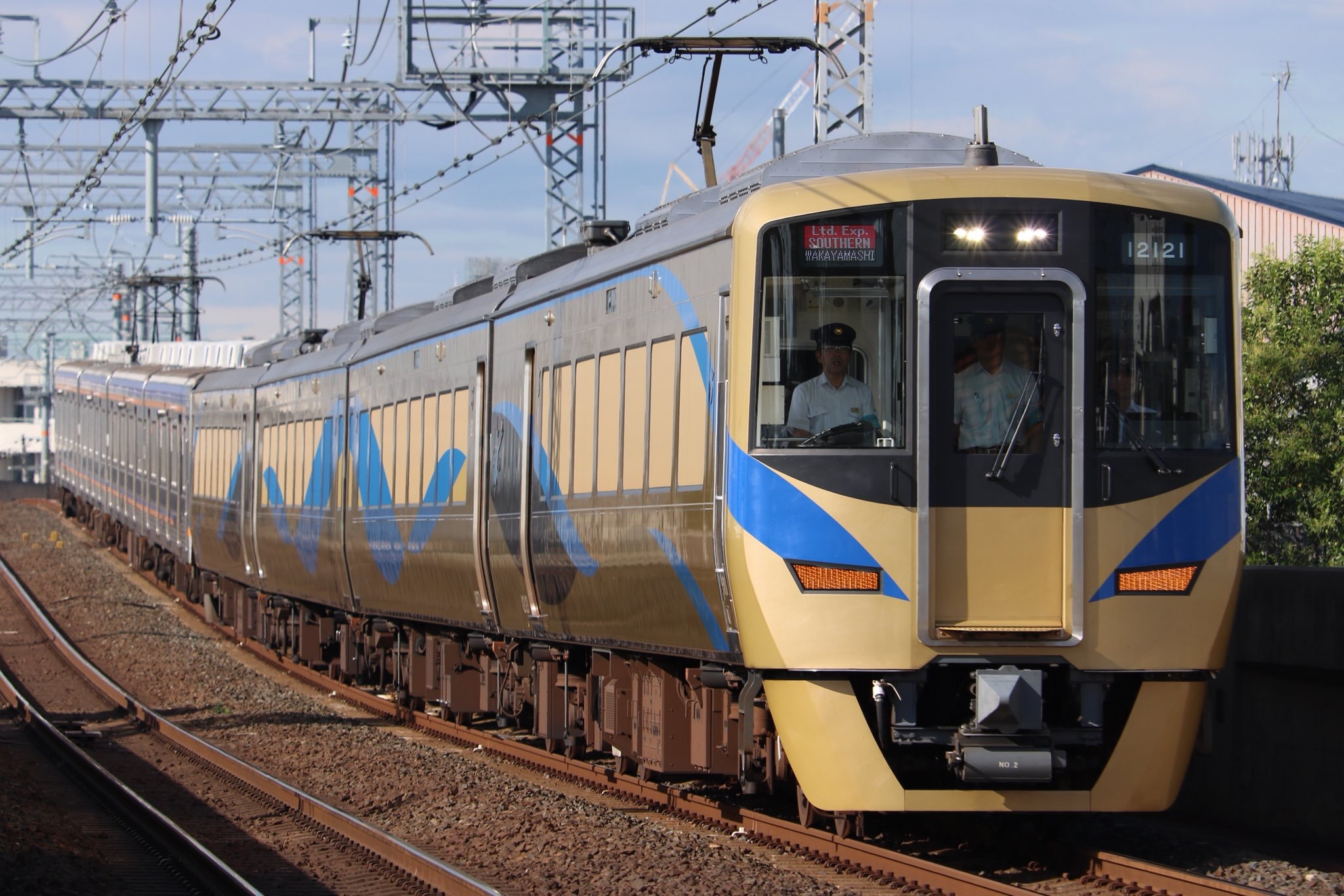
泉北高速12000系による特急「サザン」
（2018年8月20日）

2016年（平成28年）10月29日から31日にかけて、製造元の総合車両製作所横浜事業所を出場し、JR線経由で南海本線の和歌山市駅まで甲種輸送され、その後光明池車庫まで自力回送された。2017年（平成29年）1月21日にはデビューを記念して、南海羽倉崎検車区にて車両撮影会を行うイベントが実施された。1月27日から特急「泉北ライナー」として運行を開始している。
南海12000系と共通設計のため、特急「サザン」の運用にも対応している。2018年（平成30年）8月20日から9月22日にかけて、その特性を活かし、南海12000系と交代して「サザン」の座席指定車として運転された。

## 編成表
2024年（令和6年）4月1日現在
4両編成×2本が所属している。また、泉北高速鉄道12000系は4両編成×1本が所属する。
| ← 難波和歌山港・和泉中央 → | ← 難波和歌山港・和泉中央 → | ← 難波和歌山港・和泉中央 → | ← 難波和歌山港・和泉中央 → | ← 難波和歌山港・和泉中央 → | ← 難波和歌山港・和泉中央 → | ← 難波和歌山港・和泉中央 → |
| 号車                       | 4                          | 3                          | 2                          | 1                          | 竣工                       | 備考                       |
| -------------------------- | -------------------------- | -------------------------- | -------------------------- | -------------------------- | -------------------------- | -------------------------- |
| 形式                       | ＞ モハ12001 （Mc1）       | サハ12801 （T1）           | サハ12851 （T2）           | ＜ モハ12101 （Mc2）       | 竣工                       | 備考                       |
| 搭載機器                   | CONT SIV                   | CP                         | SIV                        | CONT CP                    | 竣工                       | 備考                       |
| 自重                       | 41.5 t                     | 30.5 t                     | 32.0 t                     | 40.5 t                     | 竣工                       | 備考                       |
| 定員                       | 60                         | 68                         | 64                         | 50                         | 竣工                       | 備考                       |
| 設備                       | 多目的室 サービスコーナー  |                            |                            | トイレ 車椅子スペース      | 竣工                       | 備考                       |
| 車両番号                   | 12001                      | 12801                      | 12851                      | 12101                      | 2011/07/04                 |                            |
| 車両番号                   | 12002                      | 12802                      | 12852                      | 12102                      | 2011/07/04                 |                            |

| ← 難波和泉中央 → | ← 難波和泉中央 →          | ← 難波和泉中央 → | ← 難波和泉中央 → | ← 難波和泉中央 →      | ← 難波和泉中央 → | ← 難波和泉中央 → |
| 号車             | 4                         | 3                | 2                | 1                     | 竣工             | 備考             |
| ---------------- | ------------------------- | ---------------- | ---------------- | --------------------- | ---------------- | ---------------- |
| 形式             | ＞ モハ12021 （Mc1）      | サハ12821 （T1） | サハ12871 （T2） | ＜ モハ12121 （Mc2）  | 竣工             | 備考             |
| 搭載機器         | CONT SIV                  | CP               | SIV              | CONT CP               | 竣工             | 備考             |
| 自重             | 41.5 t                    | 30.5 t           | 32.0 t           | 40.5 t                | 竣工             | 備考             |
| 定員             | 60                        | 68               | 64               | 50                    | 竣工             | 備考             |
| シート色         | レッド                    | パープル         | グリーン         | イエロー              | 竣工             | 備考             |
| 設備             | 多目的室 サービスコーナー |                  |                  | トイレ 車椅子スペース | 竣工             | 備考             |
| 車両番号         | 12021                     | 12821            | 12871            | 12121                 | 2016/12/22       |                  |

凡例
- CONT：制御装置
- SIV：静止形インバータ
- CP：空気圧縮機